# Canet (Aude)
Canet és un municipi francès, situat al departament de l'Aude i a la regió d'Occitània.